# Maofelis
Maofelis cantonensis
Genre
Espèce
Maofelis (« Chat de Maoming ») est un  genre éteint de nimravidés basaux ayant vécu à l'Éocène supérieur dans le bassin de Maoming dans la province du Guangdong, en Chine et dont une seule espèce est connue : Maofelis cantonensis.

## Description

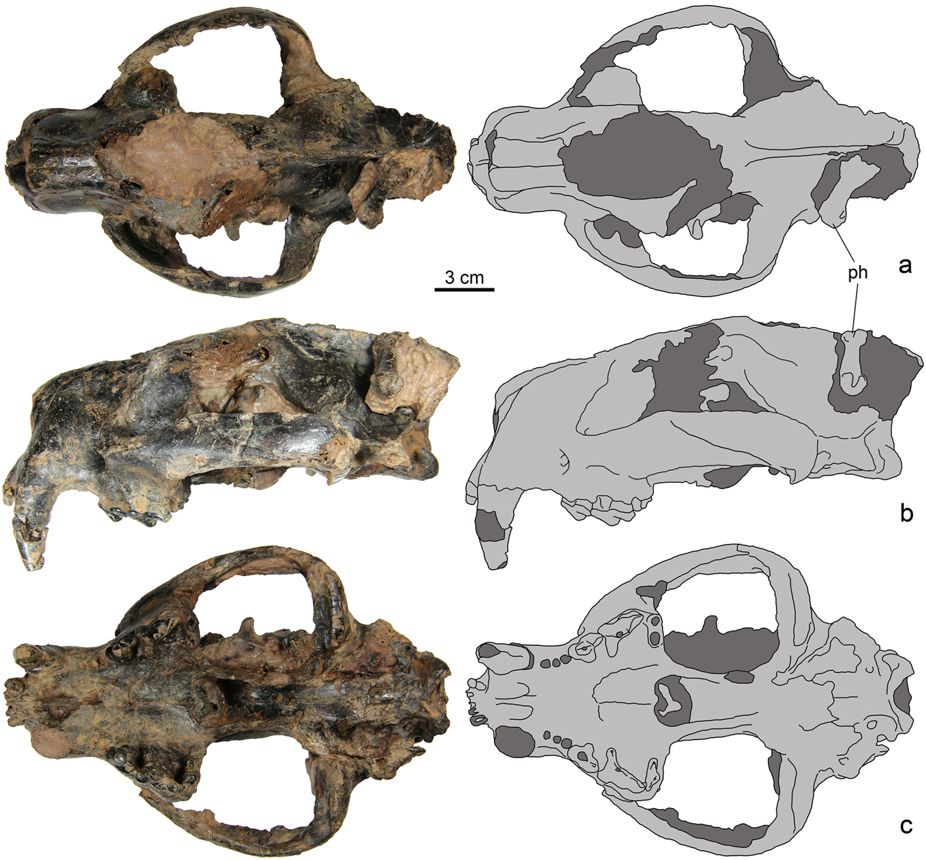
Crâne fossilisé de Maofelis cantonensis.

Le crâne de Maofelis cantonensis mesure 16 centimètres de long. Sa dentition indique que c'était un prédateur.

## Publication originale
- (en) Alexander Averianov, Ekaterina Obraztsova, Igor Danilov, Pavel Skutschas et Jianhua Jin, « First nimravid skull from Asia », Scientific Reports, Macmillan Publishers et NPG, vol. 6,‎ 10 mai 2016, p. 25812 (ISSN 2045-2322, OCLC 732869387, PMID 27161785, PMCID 4861911, DOI 10.1038/SREP25812).